# Jean-Jacques Devaux
Jean-Jacques Devaux est un comédien metteur en scène et humoriste français.
Dans les années 1980 il participe régulièrement à l’émission La Classe. Dans cette emission comme dans différents cabarets parisiens, il joue des sketches souvent avec Michel Bonnet ainsi qu'avec Patrick Zard. En 25 ans de carrière, il se produit en one-man-show à de nombreuses reprises, notamment à l'Olympia et au Point Virgule.
Jean-Jacques Devaux a coécrit avec Jean-Marie Bigard le spectacle de Guy Lecluyse J’suis pas inquiet !, visible au Point-Virgule. Il participe de temps à autre à l'émission On va s'gêner de Laurent Ruquier sur Europe 1.
En août 2008 il met en scène les fêtes de Nicolas Fouquet au château de Vaux-le-Vicomte en commémoration de la fête que Nicolas Fouquet a donné le 17 août 1661.

## Spectacles

### One Man Show (comédien et auteur)
- J’ai pas d’amis Café-Théâtre des Blancs-Manteaux (1989)
- La peur n’évite pas de manger Point-Virgule (1990)
- Jean-Jacques Devaux au Splendid Splendid (1991)
- Quand on arrive en ville Point-Virgule (1992-1993)
- Pour en finir avec la liberté Point-Virgule (1995-1996)
- Apprenons la femme à nos enfants En duo (2000-2001)
- On achève bien chez Devaux One-Man Show (2003-2004)

### Café-théâtre
- Ca balance pas mal au Café d'Edgar

### Théâtre
Comédien
- Les Babas Cadres de Christian Dob
- Nous on fait où on nous dit de faire de Michel Bonnet
- Les lendemains qui chantent faux de Joshua Sobol
- Quand la Chine téléphonera de Patricia Levrey
- Les Gagneurs d'Alain Krief

Auteur
- Le Tribunal des excuses Publiée dans l'Avant-Scène
- En attendant Madonna Création Aix-en-Provence Oct. 99
- Cupidon au balcon 2009/2010 auteur et comédien
- Petites et Moyennes Entreprises 2010 auteur et comédien

Metteur en scène
- Quand la Chine téléphonera de Patricia Levrey, Comédie Caumartin, Café de la Gare, Théâtre Dejazet
- La revanche de Louis XI de Martin Lamotte et Philippe Bruneau Point Virgule
- Huis-Glauque de Jean-Noël Fenwick Comédie Italienne
- 2011 Petites et moyennes entourloupes, mise en scène par Patrick Zard.

## Filmographie
- 1993 :  Un, deux, trois, soleil de Bertrand Blier
- 1999 : Astérix et Obélix contre César de Claude Zidi : Ordralfabétix
- 2000 : Épouse-moi de Harriet Marin : le gardien